# چنگ فه‌یی
چنگ فه‌یی (به انگلیسی: Cheng Feiyi) (زادهٔ ۶ ژانویهٔ ۱۹۹۱) شناگر اهل چین است.